# Orchelimum erythrocephalum
Orchelimum erythrocephalum är en insektsart som beskrevs av Davis, W.T. 1905. Orchelimum erythrocephalum ingår i släktet Orchelimum och familjen vårtbitare. Inga underarter finns listade i Catalogue of Life.